# Сант'Агостино (Торино)
Сант'Агостино је насеље у Италији у округу Торино, региону Пијемонт.
Према процени из 2011. у насељу је живело 31 становника. Насеље се налази на надморској висини од 275 м.